# جيم هوبكينز
جيم هوبكينز (بالإنجليزية: Jim Hopkins)‏ هو صحفي نيوزلندي، ولد في 1946.